# Њу Текамсет
Њу Текамсет (енгл. New Tecumseth) је градић у Канади у покрајини Онтарио. Према резултатима пописа 2011. у граду је живело 30.234 становника.

## Становништво
Према резултатима пописа становништва из 2011. у граду је живело 30.234 становника, што је за 9,1% више у односу на попис из 2006. када је регистровано 27.701 житеља.
| 2006.  | 2011.  |
| ------ | ------ |
| 27.701 | 30.234 |